# Moton Field Municipal Airport
Moton Field Municipal Airport (FAALID: 06A) är en offentlig flygplats som ligger tre nautiska mil (5,6 km) norr om stadskärnan av Tuskegee, en stad i Macon County, Alabama, USA. Flygplatsen ägs av staden Tuskegee. Den är inkluderad i FAA:s National Plan of Integrated Airport Systems för 2011–2015, vilket kategoriserar flygplatsen som en allmän flyganläggning.

## Anläggningar och flygplan
Moton Field Municipal Airport täcker ett område på 275 hektar på en höjd av 80 meter ovanför havsytan. Den har en landningsbana i riktning 13/31 med en asfaltsyta som är 1 526 x 30 meter.
Under den tolvmånadersperiod som avslutades den 9 december 2009 hade flygplatsen haft 19 530 allmänflygsverksamhet, i genomsnitt 53 per dag. Vid denna tidpunkt fanns det 9 flygplan baserade på flygplatsen: 100% enmotoriga.